# Браво, Альбер Лолиш!
«Браво, Альбер Лолиш!» (груз. ბრავო, ალბერ ლოლიშ!) — советский драматический художественный фильм 1987 года, поставленный на киностудии «Грузия-фильм» режиссёром Мерабом Тавадзе по сценарию Левана Челидзе.
Главные роли исполнили Зураб Кипшидзе, Нинель Чанкветадзе и Эдишер Магалашвили.
Премьера фильма в СССР состоялась в 1987 году. Фильм был показан по телевидению в ГДР (премьера 20 апреля 1989 года) и в Финляндии (премьера 5 января 1991 года).

## Сюжет
Начало XX века. Алик Лолишвили, живущий в старом Тифлисе увлекается всевозможными техническими новинками и является неутомимым борцом за технический прогресс. Но его увлечения не находят понимания у горожан. Целых пять лет он строил воздушный шар, но завистники сожгли шар перед запуском. Потом Лолишвили впервые показал тифлисцам настоящего слона, но жители города убили животное и съели. Через некоторое время Лолишвили представляется Альбером Лолишем из Парижа и рекламирует в городе велосипеды, а затем вместе с дочкой местного городского богача Бетти Зандукели открывает контору по прокату этой новинки и собирается строить велотрек. Сперва жители думают, что Альбер Лолиш — богатый и успешный французский бизнесмен, приехавший в провинциальную Грузию, а также любовник Бетти, которая очарована таким денди. Но дело с велосипедами терпит крах из-за происков князя Степана Зандукели, отца Бетти, и жители понимают, что Альбер настоящий авантюрист. Князь Зандукели прибирает к рукам сбыт и прокат велосипедов в Тифлисе, а Лолиша сажают в тюрьму, откуда его выкупает Бетти. После освобождения Альбер сбегает прочь из ресторана во время застолья, Бетти едет за ним вслед в лес. Там она видит Лолиша, который беседует со своей пожилой мамой о своих коммерческих неудачах и о том, что никто ему не верил до того момента, пока он не перестал быть Аликом-Амбако Лолишвили и превратился во француза Альбера Лолиша. Затем он оставляет матери немного денег и уходит прочь работать над новой идеей. Шокированная тем, что Лолиш не парижский предприниматель, а небогатый изобретатель из Тифлиса, Бетти начинает встречаться с молодым князем Паатой Тархнишвили, который очень любит езду на велосипеде и поэзию.
Через некоторое время Альбер Лолиш снова появляется в городе, на этот раз он приезжает на новеньком автомобиле, построенном собственными руками, рассказывая горожанам, что доехал из Вены до Тифлиса за 6,5 часов и продаёт акции своего только что открывшегося автосалона, где они с Бетти, на радостях бросившей Паату, принимают заказы на автомобили у городской знати. Одновременно Лолиш устраивает воскресные прогулки на своём автомобиле и зарабатывает на этом большие деньги. Но и это дело заканчивается провалом, так как подручные князя Зандукели под руководством Алексея, бывшего княжеского лакея, а ныне правой руки аристократа, устраивают автокатастрофу и едва не убивают Лолиша. Чудом выживший после аварии Альбер Лолиш создаёт на деньги, которые он украл у Алексея, нефтяную компанию возле Тифлиса и начинает строить аэроплан. Чем ближе Альбер подходит к достижению своей цели технического прогресса, тем больше у него становилось завистников и врагов. Во время сбора вкладов в нефтяную компанию Лолиша появляется князь Зандукели и рассказывает потенциальным вкладчикам, что Альбер Лолиш никакой не француз, а простой тбилисский жулик из Авлабари, который бессовестно пытается наживаться на наивных тифлисцах и призывает к расправе над ним. Перед этим к Лолишу приезжает на автомобиле Бетти, которую князь насильно выдал замуж за Алексея, и требует вернуть украденные деньги, чтобы избежать расправы со стороны ее отца и мужа. Альбер убегает от несостоявшихся вкладчиков и князя с его подручными и улетает на построенном им же аэроплане. Алексей и слуги князя пускаются в погоню за аэропланом Лолиша и подбивают его аэроплан. Альбер терпит авиакатастрофу и врезается в нефтяную вышку своей компании. Во время финальных титров конферансье опять рассказывает о некоем новом транспортном средстве XX века и приветствует человека, познакомившего Тифлис с ним. Им вновь оказывается Альбер Лолиш.

## В ролях
| Актёр              | Роль                                      |
| ------------------ | ----------------------------------------- |
| Зураб Кипшидзе     | Альбер Лолиш, он же Алик/Амбако Лолишвили |
| Нинель Чанкветадзе | Бетти Зандукели                           |
| Эдишер Магалашвили | князь Степан Зандукели отец Бетти         |
| Гия Бурджанадзе    | Алексей бывший лакей князя Зандукели      |
| Нино Сухишвили     | Лизико Инцкирвели                         |
| Дато Бахтадзе      | князь Паата Тархнишвили                   |
| Гурам Чхартишвили  | Котико                                    |
| Заза Колелишвили   | Сандро Чугуретели                         |
| Варлам Николадзе   | Варлам Инцкирвели журналист               |
| Гия Бадридзе       | князь Андроникашвили                      |
| Элене Кипшидзе     | мама Альбера                              |
| Ника Дгебуадзе     | студент                                   |
| Заза Микашавидзе   | инженер-строитель                         |
| Гия Дзнеладзе      | адвокат Альбера                           |

## Съёмочная группа
- Автор сценария: Леван Челидзе
- Режиссёр-постановщик: Мераб Тавадзе
- Операторы-постановщики: Юрий Кикабидзе, Гия Кусрашвили
- Композитор: Гиви Гачечиладзе[англ.]
- Художник-постановщик: Джемал Мирзашвили
- Звукорежиссёры: Тамаз Мгедлидзе, Тамаз Кваташидзе
- Продюсер: Мераб Тавадзе

## Производство
Фильм был снят в Тбилиси и Боржоми (сцены велосипедной прогулки сняты на территории дворца Романовых в Ликани).
Летательный аппарат Лолиша, на котором главный герой пытался улететь от княжеских подручных, был построен на Тбилисском авиационном заводе силами начинающих конструкторов предприятия.
Фильм был дублирован на русском языке на киностудии Мосфильм.

## Технические данные
- СССР, 1987
- Тбилиси, Грузия-фильм
- Драма
- Цветной, моно, 97 мин.
- 10 ч., 2678 м.
- Оригинальный язык — грузинский